# Donald E. Westlake
Donald Edwin Westalke (Nova York, 12 de juliol de 1933 - San Pancho, Mèxic, 31 de desembre de 2008), més conegut com Donald E. Westlake, fou un guionista i escriptor de novel·la negra estatunidenc.

## Biografia
Nascut i criat a Brooklyn, la seva família era d'origen irlandés.
Quan tenia sis anys, la seva família es va traslladar a Albany. Va estudiar al Champlain College i al Harpur College de la Universitat de Binghamton, encara que no es va graduar. Va passar dos anys a la Força Aèria, servint a Alemanya entre el 1954 i el 1956. En 1958 va anar a viure a Nova York on treballà com editor per un agent literari.
Es va cassar tres vegades, la darrera amb Abigail Adams en 1979. Va tenir quatre fills. En 1990 es traslladà a Ancram, on va passar la resta de la seva vida.
Va morir d'un infart, estant de vacances amb la seva dona a Mèxic, quan anava a festejar la nit de cap d'any de 2008.

## Carrera literària
La major part de la seva obra està ambientada a Nova York.
Westlake va començar a escriure relats ja d'adolescent, però durant anys va patir els rebuigs de nombroses editorials. Va començar a publicar a partir de 1953, dedicant-se als relats de misteri i ciència-ficció, en revistes pulp com, per exemple, a Universe Science Fiction. També en aquesta època, va publicar relats de literatura eròtica.
Em 1960 Westlake va publicar la seva primera novel·la signada amb el seu nom, The Mercenaries, però encara sembla més un dels seus relats pulp que la seva obra posterior. De fet, el mateix autorva dir del seu llibre de 1965, The Fugitive Pigeon:

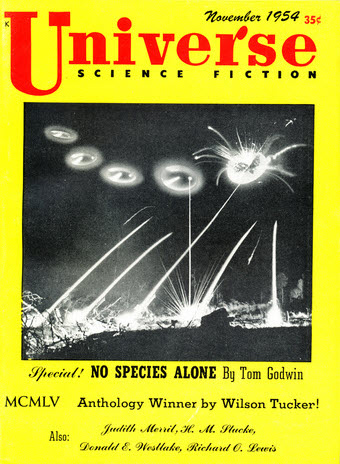
Portada de Universe Science Fiction de 1954 amb el nom de l'autor.

| «                    | És el primer llibre que realment és meu. | » |
| — Donald E. Westlake |                                          |   |

### Personatges
Westlake va crear, principalment, cinc sèries amb cinc personatges diferents, i signats amb quatre noms distints:
- Dortmunder: És un lladre profesional que "treballa" a Nova York. Alt i prim. Cabell sec. Ulls pàl·lids. Pòmuls ossats. Nas estret i llarg. És una mica malastruc, els seus plans mai acaben bé. Els seus llibres tenen un punt, fins i tot, còmic.[2][6][7][8]
- Parker: Lladre profesional distant, implacable amb els seus enemics, de tracte desagradable, alié a tot comportament políticament correcte. És el contrapunt obscur i fred, molt més seriós i violent, de Dortmunder.[7][9]
- Grofield: És actor profesional, té la seva pròpia companyia, i lladre ocasional. Els botins que aconsegueix robant, els fa servir per financiar el seu teatre. Encara que no dubta en emprar la violència, té un punt més humà que Parker, amb el que coincidirà en algunes novel·les.[3][10]
- Mitch Tobin: Era policia a Nova York, però va ser expulsat del cos després de la mort en un tiroteig del seu company, al que va deixar sol per anar amb la seva amant. Després d'aquella mort Tobin està ple de remordiments i colpa, i només accepta treballs de detectiu privat pels calers i per la pressió de la seva dona, que l'ha perdonat, cosa que no ha fet ell mateix.[11][12]
- Sam Holt: Samuel Holt és un actor que portava cinc anys protagonitzant la sèrie de TV Packard, a la que interpretaba a un acadèmic i detectiu aficionat. Va assolir fama i diners, però es va encasar en el seu paper. I quant acaba la sèrie, Holt no aconsegueix tornar a actuar. En canvi, es trobarà enmig d'unes històries en les que haurà de fer d'un investigador semblant al seu personatge.[13]

### Humor
A la citada The Fugitive Pigeon, Westlake va desplegar el que seria uns dels traços més característics de la seva posterior producció literària: la utilització de l'humor com a recurs literari. És veritat que la comicitat ja havia estat utilitzada anteriorment per altres autors del gènere. com els casos de G. K. Chesterton i el seu personatge Pare Brown, A. A. Milne a The Red House Mystery, Gore Vidal (signant com Edgar Box) amb el seu detectiu Peter Sergeant, o el mateix Dashiell Hammett a la desfasada The Thin Man. Però cap d'ells no arribà a la simbiosi entre humor i novel·la negra que va aconseguir Westlake. encara que mai va deixar de costat les regles del gènere negre, va aconseguir portar fins altes cotes la comicitat a base de destacar, dins un context realista, les dificultats inherents a la comissió d'un delicte: persecucions, equívocs, errors, etc... Pierre Lemaitre, parlant de Dortmunder, el defineix com «  una barreja entre Ocean's Eleven i Mr. Bean ».

### Pseudònims

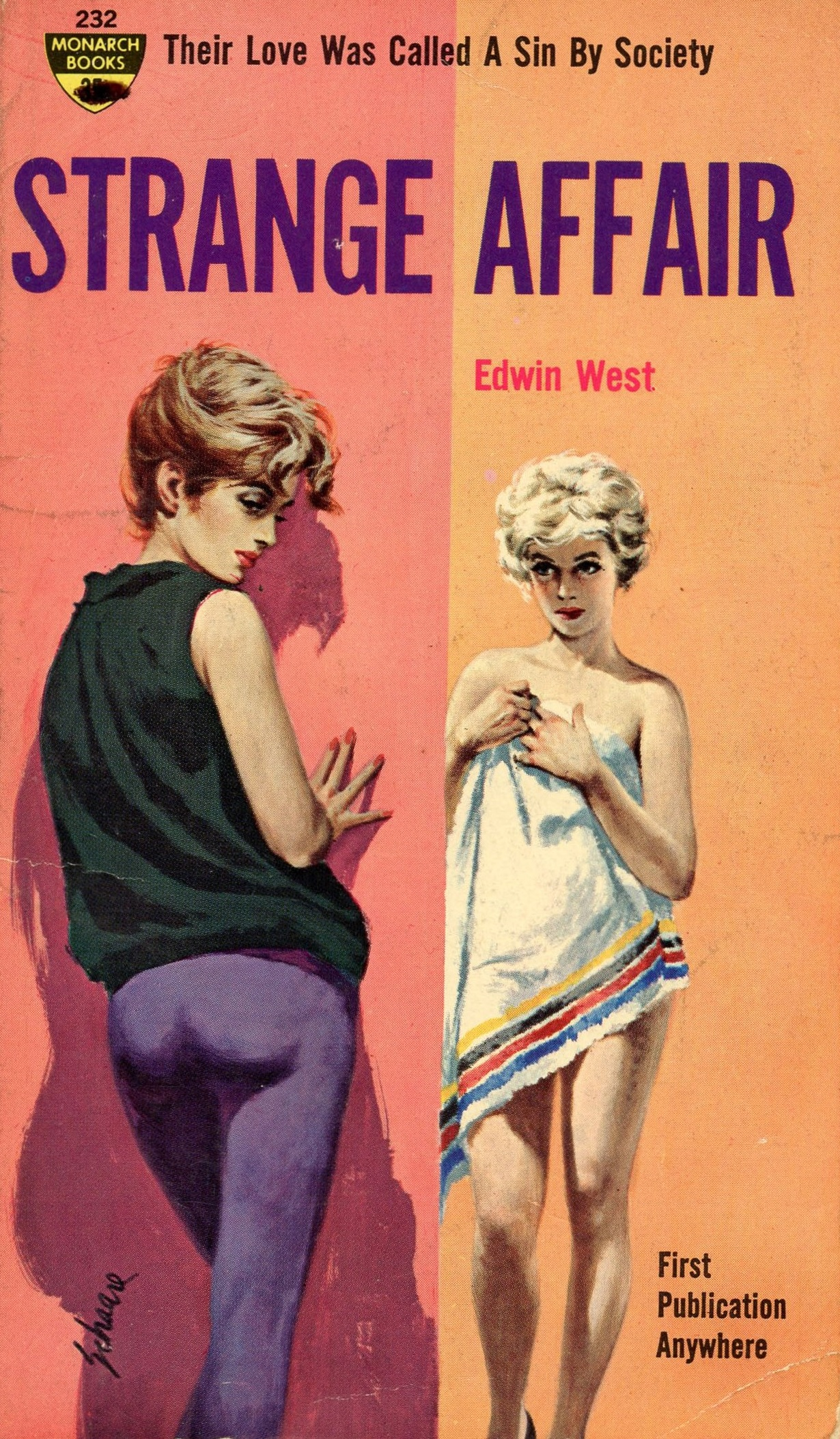
Portada amb un dels pseudònims de l'autor.

Westlake va escriure amb nombrosos pseudònims, entre altres:
| - Richard Stark - Tucker Coe - Samuel Holt - John B. Allan - Curt Clark | - Timothy J. Culver - J. Morgan Cunningham - Allen Marshall - Edwin West | - Grace Salacious - James Blue - Ben Christopher - John Dexter | - Andrew Shaw - Don Holliday - P.N. Castor - Judson Jack Carmichael |

Aquest fet es degué a dues raons principals. D'una banda, les editorials preferien no publicar més d'una o dues novel·les cada any amb el mateix nom, per les sospites del públic al respecte: major quantitat de producció vol dir una baixada en la qualitat.

D'altra banda, el mateix autor destacava així la diferència entre les seves obres i personatges i la firma que utilitzava amb cadascú d'ells: les obres de Dortmunder signades amb el seu propi nom, Donald E. Westlake, son clarament més lleugeres i còmiques; els llibres que protagonitza Parker, signats per Richard Stark, son molt més durs i violents; les històries que signa Tucker Coe, protagonitzades per Mitch Tobin, son obscures, opressives, com el sentiment de culpa que arrossega el personatge. Westlake va declarar sobre la seva utilització dels pseudònims: 
| «                    | Escric com Westlake quan estic de bon humor, com Coe quan estic deprimit i com Stark quan em sento agressiu. | » |
| — Donald E. Westlake | |   |

## Obra publicada

### Obres signades com Donald E. Westlake
| Sèrie | Any                                    | Títol | Publicació                                | Traducció    | Publicació                         |
| ----- | -------------------------------------- | ----- | ----------------------------------------- | ------------ | ---------------------------------- |
| 1     | The Hot Rock                           | 1970  | Simon & Schuster. ISBN 9780671205416.     |              |                                    |
| 2     | Bank Shot                              | 1972  | Simon & Schuster. ISBN 9780671211806.     |              |                                    |
| 3     | Jimmy the Kid                          | 1974  | M. Evans. ISBN 9780871311573.             | Jimmy el Nen | 1993. Edicions 62. ISBN 8429736832 |
| 4     | Nobody's Perfect                       | 1977  | Hodder and Stoughton. ISBN 9780340266779. |              |                                    |
| 5     | Why Me?                                | 1983  | Viking. ISBN 9780670765690.               |              |                                    |
| 6     | Good behaviour                         | 1985  | Mysterious Press. ISBN 9780892962402.     |              |                                    |
| 7     | Drowned Hopes                          | 1990  | Mysterious Press. ISBN 9780892961788.     |              |                                    |
| 8     | Don't Ask                              | 1993  | Mysterious Press. ISBN 9780892964697.     |              |                                    |
| 9     | What's the Worts That Could Happen?    | 1996  | Mysterious Press. ISBN 9780892965861.     |              |                                    |
| 10    | Bad News                               | 2001  | Mysterious Press. ISBN 9780892967179.     |              |                                    |
| 11    | The Road to Ruin                       | 2004  | Mysterious Press. ISBN 9780892968015.     |              |                                    |
| 12    | Watch Your Back!                       | 2005  | Mysterious Press. ISBN 9780892968022.     |              |                                    |
| 13    | What's So Funny?                       | 2007  | Warner Books. ISBN 9780446582407.         |              |                                    |
| 14    | Get Real                               | 2009  | Grand Central Pub. ISBN 9780446178600.    |              |                                    |
|       | Thieves' Dozen Recopilación de relatos | 2004  | Mysterious Press. ISBN 9780446693028.     |              |                                    |

| Any  | Títol                          | Publicació                            | Traducció                   | Publicació                         |
| ---- | ------------------------------ | ------------------------------------- | --------------------------- | ---------------------------------- |
| 1960 | The Mercenaries                | Random House. OCLC 2125189.           | Els mercenaris              | 1994. Edicions 62. ISBN 8429737324 |
| 1961 | Killing Time The Operator      | Ballantine Books. OCLC 632377344.     | Temps de matar              | 1988. Edicions 62. ISBN 8429726403 |
| 1962 | 361                            | Boardman & Co. OCLC 503959588.        | 361                         | 1995. Edicions 62. ISBN 8429739475 |
| 1963 | Killy                          | Random House. OCLC 1450861.           | Killy                       | 1992. Edicions 62. ISBN 8429734414 |
| 1964 | Pity Him Afterwards            | Boardman. OCLC 30288948.              |                             |                                    |
| 1965 | The Fugitive Pigeon            | Boardman. OCLC 30267014.              | El colom fugitiu            | 1988. Edicions 62. ISBN 8429727922 |
| 1966 | The Busy Body                  | Random House. OCLC 1450854.           |                             |                                    |
| 1966 | The Spy in the Ointment        | Boardman. OCLC 867888508.             | L'aprenent d'espia          | 1989. La Magrana. ISBN 8429728961  |
| 1967 | Anarchaos Ciencia-ficción      | Severn House. ISBN 9780727860965.     |                             |                                    |
| 1967 | God Save the Mark              | Charter. ISBN 9780441295159.          |                             |                                    |
| 1967 | Philip                         | Thomas Y. Crowell. OCLC 1130514.      |                             |                                    |
| 1968 | Who Stole Sassi Manoon?        | Ranfom House. OCLC 5602.              | Qui va raptar Sassi Manoon? | 1993. Edicions 62. ISBN 8429736042 |
| 1969 | Somebody Owes Me Money         | Random House. OCLC 23211.             | Algú em deu calés           | 1990. La Magrana. ISBN 8429731636  |
| 1969 | Up Your Banners                | Macmillan. ISBN 9780340126318.        |                             |                                    |
| 1970 | Adios Scheherazade             | Simon & Schuster. ISBN 9780671205058. |                             |                                    |
| 1970 | Ex Officio                     | M. Evans & Co. ISBN 9780871310064.    |                             |                                    |
| 1971 | I Gave at the Office           | Simon & Schuster. ISBN 9780671208394. |                             |                                    |
| 1972 | Cops and Robbers               | M. Evans & Co. ISBN 9780871310422.    |                             |                                    |
| 1973 | Comfort Station                | Signet. ISBN 9780451054258.           |                             |                                    |
| 1974 | Help, I Am Being Held Prisoner | M. Evans & Co. ISBN 9780871311498.    |                             |                                    |
| 1975 | Brother's Keepers              | M. Evans & Co. ISBN 9780871311931.    |                             |                                    |
| 1975 | Two Much                       | M. Evans & Co. ISBN 9780871311689.    | Dos és massa                | 1990. La Magrana. ISBN 8474104750  |
| 1976 | Dancing Aztecs                 | Fawcett. ISBN 9780449233955.          |                             |                                    |
| 1980 | Castle in the Air              | M. Evans & Co. ISBN 9780871313225.    |                             |                                    |
| 1981 | Kahawa                         | M. Evans & Co. ISBN 9780670411320.    |                             |                                    |
| 1984 | A Likely Story                 | Penzler Books. ISBN 9780892960989.    |                             |                                    |
| 1985 | High Adventure                 | Mysterious Press. ISBN 9780892961238. |                             |                                    |
| 1987 | High Jinx                      | Dennis MacMillan. ISBN 9780939767045. |                             |                                    |
| 1987 | Transylvania Station           | Dennis MacMillan. ISBN 9780939767052. |                             |                                    |
| 1988 | Trust Me On This               | Mysterious Press. ISBN 9780892961764. |                             |                                    |
| 1989 | Sacred Monster                 | Mysterious Press. ISBN 9780892961771. |                             |                                    |
| 1992 | Humans                         | Mysterious Press. ISBN 9780892964680. |                             |                                    |
| 1994 | Baby, Would I Lie?             | Mysterious Press. ISBN 9780892965328. |                             |                                    |
| 1995 | Smoke Ciencia-ficción          | Mysterious Press. ISBN 9780892965342. |                             |                                    |
| 1997 | The Ax                         | Mysterious Press. ISBN 9780892965878. |                             |                                    |
| 2000 | The Hook Corkscrew             | Mysterious Press. ISBN 9780892965885. |                             |                                    |
| 2002 | Put a Lid on It                | Mysterious Press. ISBN 9780892967186. |                             |                                    |
| 2002 | The Scared Stiff               | Orion. ISBN 9780752855936.            |                             |                                    |
| 2003 | Money for Nothing              | Mysterious Press. ISBN 9780892967872. |                             |                                    |
| 2010 | Memory                         | Hard Case Crime. ISBN 9780843963755.  |                             |                                    |
| 2012 | The Comedy is Finished         | Hard Case Crime. ISBN 9780857684080.  |                             |                                    |
| 2017 | Forever an a Death             | Hard Case Crime. ISBN 9781785654237.  |                             |                                    |

| Any  | Títol                                                             | Publicació                            |
| ---- | ----------------------------------------------------------------- | ------------------------------------- |
| 1968 | The Curious Facts Preceding My Execution Relats de ciència-ficció | Random House. ISBN 9780345033079.     |
| 1977 | Enough!                                                           | M. Evans & Co. ISBN 9780871312266.    |
| 1984 | Levine                                                            | Mysterious Press. ISBN 9780892960637. |
| 1989 | Tomorrow's Crimes Relats de ciència-ficció                        | Mysterious Press. ISBN 9780892962990. |
| 1991 | Horse Laugh and Other Stories                                     | Eurographica. ISBN 9789519371658.     |
| 1997 | A Good Story and Other Stories                                    | Five Star. ISBN 9780786219438.        |
| 2012 | Meteor Strike                                                     | Wonder. ISBN 9781610131308.           |

| Any  | Títol                   | Publicació                                       |
| ---- | ----------------------- | ------------------------------------------------ |
| 1961 | Elizabeth Taylor        | Monarch Books. OCLC 938761592.                   |
| 1972 | Under an English Heaven | Simon & Schuster. ISBN 9780671213114.            |
| 2014 | The Getaway Car         | University of Chicago Press. ISBN 9780226121819. |

### Obres signades com Richard Stark
| Sèrie | Any  | Títol                                       | Publicació                                    | Traducció   | Publicació                         |
| ----- | ---- | ------------------------------------------- | --------------------------------------------- | ----------- | ---------------------------------- |
| 1     | 1962 | The Hunter Point Blank Payback              | Pocket Books. OCLC 5771461.                   |             |                                    |
| 2     | 1963 | The Man with the Getaway Face The Steel Hit | Pocket Books. OCLC 9352285.                   |             |                                    |
| 3     | 1963 | The Outfit                                  | Pocket Books. OCLC 65909183.                  |             |                                    |
| 4     | 1963 | The Mourner                                 | Pocket Books. OCLC 5771369.                   |             |                                    |
| 5     | 1964 | The Score                                   | Pocket Books. OCLC 9352265.                   | El gran cop | 1991. Edicions 62. ISBN 8429732896 |
| 6     | 1965 | The Jugger                                  | Pocket Books. OCLC 9359433.                   |             |                                    |
| 7     | 1966 | The Seventh The Split                       | Pocket Books. OCLC 9352249.                   |             |                                    |
| 8     | 1966 | The Handle                                  | Pocket Books. OCLC 9359424.                   |             |                                    |
| 9     | 1967 | The Rare Coin Score                         | Fawcett. ISBN 9780226771076.                  |             |                                    |
| 10    | 1967 | The Green Eagle Score                       | Fawcett. ISBN 9780226771083.                  |             |                                    |
| 11    | 1969 | The Black Ice Score                         | Berkley Medallion. ISBN 9780850317305.        |             |                                    |
| 12    | 1969 | The Sour Lemon Score                        | Fawcett. ISBN 9780340107669.                  |             |                                    |
| 13    | 1969 | Deadly Edge                                 | Random House. ISBN 9780394462929.             |             |                                    |
| 14    | 1971 | Slayground                                  | Random House. ISBN 9780394464305.             |             |                                    |
| 15    | 1972 | Plunder Squad                               | Random House. ISBN 9780394481029.             |             |                                    |
| 16    | 1974 | Butcher's Moon                              | Random House. ISBN 9780394483436.             |             |                                    |
| 17    | 1997 | Comeback                                    | Mysterious Press. ISBN 9780892966615.         |             |                                    |
| 18    | 1998 | Blackflash                                  | Mysterious Press. ISBN 9780892966622.         |             |                                    |
| 19    | 2000 | Flashfire                                   | Mysterious Press. ISBN 9780446677905.         |             |                                    |
| 20    | 2001 | Firebreak                                   | Mysterious Press. ISBN 9780446678247.         |             |                                    |
| 21    | 2001 | Breakout                                    | Mysterious Press. ISBN 9780892967797.         |             |                                    |
| 22    | 2004 | Nobody Runs Forever                         | Mysterious Press. ISBN 9780892967988.         |             |                                    |
| 23    | 2006 | Ask the Parrot                              | Mysterious Press. ISBN 9780892960682.         |             |                                    |
| 24    | 2008 | Dirty Money                                 | Grand Central Publishing. ISBN 9780446178587. |             |                                    |

| Sèrie | Any  | Títol            | Publicació                                    |
| ----- | ---- | ---------------- | --------------------------------------------- |
| 1     | 1967 | The Damsel       | Macmillan. OCLC 7906335.                      |
| 2     | 1968 | The Dame         | Macmillan. ISBN 9780340106136.                |
| 3     | 1971 | The Blackbird    | Macmillan. OCLC 1309338.                      |
| 4     | 1971 | Lemons Never Lie | World Publishing Company. ISBN 9780843955941. |

### Obres signades com Samuel Holt
| Sèrie | Any  | Títol                                | Publicació                     |
| ----- | ---- | ------------------------------------ | ------------------------------ |
| 1     | 1986 | One of Us is Wrong                   | Tor Books. ISBN 9780312935504. |
| 2     | 1986 | I Know a Trick Worth Two of That     | Tor Books. ISBN 9780312933388. |
| 3     | 1987 | What I Tell You Three Times is False | Tor Books. ISBN 9780312930042. |
| 4     | 1989 | The Fourth Dimension is Death        | Tor Books. ISBN 9780312931407. |

### Obres signades com Tucker Coe
| Sèrie | Any  | Títol                         | Publicació                        |
| ----- | ---- | ----------------------------- | --------------------------------- |
| 1     | 1966 | Kinds of Love, Kinds of Death | Signet. ISBN 9780583115995.       |
| 2     | 1967 | Murder Among Children         | Random House. ISBN 9780285502260. |
| 3     | 1970 | Wax Apple                     | Sphere. ISBN 9780722124482.       |
| 4     | 1970 | A Jade in Aries               | Random House. ISBN 9780394431000. |
| 5     | 1972 | Don't Lie to Me               | Random House. ISBN 9780394471655. |

| Any  | Títol               | Publicació                        | Notes                                                                                        |
| ---- | ------------------- | --------------------------------- | -------------------------------------------------------------------------------------------- |
| 1960 | A Girl Called Honey | Tower Publications OCLC 800808325 | - Literatura eròtica - Signat originalmente amb els pseudònims Alan Marshall i Sheldon Lord. |
| 1960 | So Willing          | Tower Publications OCLC 170972001 | - Literatura eròtica - Signat originalmente amb els pseudònims Alan Marshall i Sheldon Lord. |
| 1961 | Sin Hellcat         | Nightstand Books 9781535075596    | - Literatura eròtica - Signat originalmente amb el pseudònim Andrew Shaw.                    |

## Filmografia
- Feel of the Trigger. 1962. USA. Episodi de la sèrie de TV 87th Precinct. Dirigit per Maurice Geraghty. Protagonitzat per Robert Lansing i Gena Rowlands. Coautor del guió. Pàgina de l'episodi en IMDb (en anglès).
- The Getaway Face. 1963. Coproducció. Dirigida per Agustín P. Delgado i Robert Gordon. Protagonitzada per Alida Valli i Eduardo Noriega. Basada en la novel·la The Man with the Getaway Face (signada per Richard Stark, protagonista Parker). Pàgina de la pel·lícula en IMDb (en anglès).
- Le commissaire mène l'enquête. 1963. França. Dirigida per Fabien Collin. Protagonitzada per Dany Carrel i Claude Cerval. Coautor del guió. Pàgina de la pel·lícula en IMDb (en anglès).
- Made in USA. 1966. França. Dirigida per Jean-Luc Godard. Protagonitzada per Anna Karina i Jean-Pierre Léaud. Basada en la novel·la The Jugger (signada per Richard Stark, protagonista Parker). Pàgina de la pel·lícula en IMDb (en anglès).
- A boca de canó. 1967. USA. Point Blank. Dirigida per John Boorman. Protagonitzada per Lee Marvin i Angie Dickinson. Basada en la novel·la The Hunter (signada per Richard Stark, protagonista Parker). Pàgina de la pel·lícula a ésAdir.Pàgina de la pel·lícula en IMDb (en anglès).
- Mise à sac. 1967. França. Dirigida per Alain Cavalier. Protagonitzada per Daniel Ivernet i Michel Constantin. Basada en la novel·la The Score (signada per Richard Stark, protagonista Parker). Pàgina de la pel·lícula en IMDb (en anglès).
- The Busy Body. 1967. USA. Dirigida per William Castle. Protagonitzada per Sid Caesar, Robert Ryan i Anne Baxter. Basada en la novel·la del mateix nom (signada per Donald E. Westlake). Pàgina de la pel·lícula en IMDb (en anglès).
- The Split. 1968. USA. Dirigida per Gordon Flemyng. Protagonitzada per Jim Brown, Ernest Borgnine, Gene Hackman i Diahann Carroll. Basada en la novel·la The Seventh (signada per Richard Stark, protagonista Parker). Pàgina de la pel·lícula en IMDb (en anglès).
- One on an Island. 1968. USA. Episodi 7 de la sèrie de TV Journey to the Unknown. Dirigida per Noel Howard. Protagonitzada per Brandon deWilde i Suzanna Leigh. Basat en un relat de l'autor. Pàgina de l'episodi en IMDb (en anglès).
- Un diamant molt calent. 1972. USA. The Hot Rock. Dirigida per Peter Yates. Protagonitzada per Robert Redford i George Segal. Basada en la novel·la del mateix nom (signada per Donald E. Westlake, protagonista Dortmunder). Pàgina de la pel·lícula a ésAdir.Pàgina de la pel·lícula en IMDb (en anglès).
- Cops and Robbers. 1973. USA. Dirigida per Aram Avakian. Protagonitzada per Frances Foster i Robert W. Miller. Basada en la novel·la del mateix nom (signada per Donald E. Westlake). Pàgina de la pel·lícula en IMDb (en anglès).
- The Outfit. 1973. USA. Dirigida per John Flynn. Protagonitzada per Robert Duvall i Karen Black. Basada en la novel·la del mateix nom (signada per Richard Stark, protagonista Parker). Pàgina de la pel·lícula en IMDb (en anglès).
- Un robatori molt boig. 1974. USA. Bank Shot. Dirigida per Gower Champion. Protagonitzada per George C. Scott i Joanna Cassidy. Basada en la novel·la del mateix nom (signada per Donald E. Westlake, protagonista Dortmunder). Pàgina de la pel·lícula a ésAdir. Pàgina de la pel·lícula en IMDb (en anglès).
- Come ti rapisco il pupo. 1976. Itàlia. Dirigida per Lucio De Caro. Protagonitzada per Renato Cestié i Stefania Casini. Basada en la novel·la Jimmy the Kid (signada per Donald E. Westlake, protagonista Dortmunder). Pàgina de la pel·lícula en IMDb (en anglès).
- Hot Stuff. 1979. USA. Dirigida per Dom DeLuise. Protagonitzada per Dom DeLuise i Suzanne Pleshette. Guió de l'autor. Pàgina de la pel·lícula en IMDb (en anglès).
- Supertrain. 1979. USA. Sèrie de TV de 9 episodis. Dirigida per Earl W. Wallace. Protagonitzada per Edward Andrews i Harrison Page. Creació i escriptura de guions per part de l'autor. Pàgina de la sèrie en IMDb (en anglès).
- Jimmy the Kid. 1982. USA. Dirigida per Gary Nelson. Protagonitzada per Gary Coleman i Ruth Gordon. Basada en la novel·la del mateix nom (signada per Donald E. Westlake, protagonista Dortmunder). Pàgina de la pel·lícula en IMDb (en anglès).
- Slayground. 1983. UK. Slayground. Dirigida per Terry Bedford. Protagonitzada per Peter Coyote i Mel Smith. Basada en la novel·la del mateix nom (signada per Richard Stark, protagonista Parker). Pàgina de la pel·lícula en IMDb (en anglès).
- Le jumeau. 1984. França. Dirigida per Yves Robert. Protagonitzada per Pierre Richard i Camilla More. Basada en la novel·la Two Much (signada per Donald E. Westlake). Pàgina de la pel·lícula en IMDb (en anglès).
- The Stepfather. 1987. UK. Dirigida per Joseph Ruben. Protagonitzada per Terry O'Quinn i Jill Schoelen. Guió de l'autor, basat en una història de Carolyn Letcourt, Brian Garfield i el mateix autor. Pàgina de la pel·lícula en IMDb (en anglès).
- Fatal Confession: A Father Dowling Mistery. 1987. USA. Pel·lícula per TV. Dirigida per Dean Hargrove. Protagonitzada per Tom Bosley i Tracy Nelson. Autor del guió. Pàgina de la pel·lícula en IMDb (en anglès).
- Stepfather II. 1989. USA. Dirigida per Jeff Burr. Protagonitzada per Terry O'Quinn i Meg Foster. L'autor va col·laborar en l'escriptura dels diàlegs. Pàgina de la pel·lícula en IMDb (en anglès).
- Per què jo?. 1990. USA. Why Me?. Dirigida per Gene Quintano. Protagonitzada per Christopher Lambert i Kim Greist. Basada en la novel·la del mateix nom (signada per Donald E. Westlake, protagonista Dortmunder). Pàgina de la pel·lícula a ésAdir Pàgina de la pel·lícula en IMDb (en anglès).
- Els estafadors. 1990. USA. The Grifters. Dirigida per Stephen Frears. Protagonitzada per Anjelica Huston, Annette Bening i John Cusack. Guió de l'autor, basat en la novel·la del mateix nom de Jim Thompson. Pàgina de la pel·lícula a ésAdir. Pàgina de la pel·lícula en IMDb (en anglès).
- La venjança del padrastre. 1992. USA. Stepfather III. Pel·lícula per TV. Dirigida per Guy Magar. Protagonitzada per Robert Wightman i Priscilla Barnes. Coautor del guió. Pàgina de la pel·lícula en IMDb (en anglès).
- Um vier kommt der Notar. 1995. Alemanya. Episodi de la sèrie de TV Mordslust. Dirigit per Vera Loebner. Protagonitzat per Antje Weisgerber i Susanna Simon. Coautor del guió. Pàgina del episodi en IMDb (en anglès).
- Fly Paper. 1995. USA. Episodi 13 de la sèrie de TV Fallen Angels / Perfect Crimes. Dirigida per Tim Hunter. Protagonitzada per Christopher Lloyd i Laura San Giacomo. L'autor escriu el guió, basat en un relat amb mateix nom de Dashiell Hammett. Pàgina de l'episodi en IMDb (en anglès).
- Two Much. 1995. Espanya. Two Much. Dirigida per Fernando Trueba. Protagonitzada per Antonio Banderas i Melanie Griffith. Basada en la novel·la del mateix nom (firmada por Donald E. Westlake). Pàgina de la pel·lícula en IMDb (en anglès).
- La Divine Poursuite. 1997. França. Dirigida per Michel Deville. Protagonitzada per Antoine de Caunes i Emmanuelle Seigner. Basada en la novel·la "Dancing Aztecs" (signada per Donald E. Westlake). Pàgina de la pel·lícula en IMDb (en anglès).
- Jimmy the Kid. 1998. Alemanya. Dirigida per Wolfgang Dickmann. Protagonitzada per Rufus Beck i Ludger Burmann. Basada en la novel·la del mateix nom (signada per Donald E. Westlake, protagonista Dortmunder). Pàgina de la pel·lícula en IMDb (en anglès).
- Payback. 1999. USA. Payback. Dirigida per Brian Helgeland. Protagonitzada per Mel Gibson i Maria Bello. Basada en la novel·la "The Hunter" (signada per Richard Stark, protagonista Parker). Pàgina de la pel·lícula a ésAdir. Pàgina de la pel·lícula en IMDb (en anglès).
- A Slight Case of Murder. 1999. USA. Dirigida per Steven Schachter. Protagonitzada per William H. Macy i Felicity Huffman. Basada en el relat "A Travesty" (inclòs en la recopilació Enough!, firmada por Donald E. Westlake). Pàgina de la pel·lícula en IMDb (en anglès).
- Què més pot passar?. 2001. USA. What's the Worst that Could Happen?. Dirigida per Sam Weisman. Protagonitzada per Martin Lawrence, Danny DeVito i John Leguizamo. Basada en la novel·la demateix nom (signada per Donald E. Westlake, protagonista Dortmunder). Pàgina de la pel·lícula en IMDb (en anglès).
- Ordo. 2004. França. Dirigida per Laurence Ferreira Barbosa. Protagonitzada per Roschdy Zem i Marie-Josée Croze. Basada en el relat demateix nom (signat per Donald E. Westlake). Pàgina de la pel·lícula en IMDb (en anglès).
- Je suis un assassin. 2004. França. Dirigida per Thomas Vincent. Protagonitzada per François Cluzet i Karin Viard. Basada en la novel·la "The Hook" (signada per Donald E. Westlake). Pàgina de la pel·lícula en IMDb (en anglès).
- Le couperet. 2005. França. Dirigida per Constantin Costa-Gavras. Protagonitzada per José García i Karin Viard. Basada en la novel·la "The Ax" (signada per Donald E. Westlake). Pàgina de la pel·lícula en IMDb (en anglès).
- Ripley Under Ground. 2005. UK. Dirigida per Roger Spottiswoode. Protagonitzada per Barry Pepper i Jacinda Barrett. Coautor del guió basat en la novel·la del mateix nom de Patricia Highsmith. Pàgina de la pel·lícula en IMDb (en anglès).
- Crime imparfait. 2007. França. Episodi de la sèrie Myster Mocky présente. Dirigit per Jean-Pierre Mocky. Protagonitzat per Daniel Prévost y Lauren Grandt. Coautor del guió. Pàgina de l'episodi en IMDb (en anglès).
- The Stepfather. 2009. USA. Dirigida per Nelson McCormick. Protagonitzada per Dylan Walsh i Sela Ward. Nova versió de la pel·lícula de 1987, coautor del guió. Pàgina de la pel·lícula en IMDb (en anglès).
- Parker. 2013. USA. Parker. Dirigida per Taylor Hackford. Protagonitzada per Jason Statham i Jennifer Lopez. Basada en la novel·la "Flashfire" (signada per Richard Stark, protagonista Parker). {{mida|70%|Pàgina de la pel·lícula a ésAdir. Pàgina de la pel·lícula en IMDb (en anglès).

## Premis
| Any  | Premi   | Categoria               | Obra              | Resultat  |
| ---- | ------- | ----------------------- | ----------------- | --------- |
| 1961 | Edgar   | Millor Primera Novel·la | The Mercenaries   | Finalista |
| 1967 | Edgar   | Millor Novel·la         | The Busy Body     | Finalista |
| 1968 | Edgar   | Millor Novel·la         | God Save the Mark | Guanyador |
| 1971 | Edgar   | Millor Novel·la         | The Hot Rock      | Finalista |
| 1979 | Edgar   | Millor Història Curta   | This is Death     | Finalista |
| 1983 | Edgar   | Millor Novel·la         | Kahawa            | Finalista |
| 1985 | Edgar   | Millor Història Curta   | After I'm Gone    | Finalista |
| 1988 | Edgar   | Millor Guió             | The Stepfather    | Finalista |
| 1990 | Edgar   | Millor Història Curta   | Too Many Crooks   | Guanyador |
| 1991 | Edgar   | Millor Guió             | The Grifters      | Ganador   |
| 1991 | Oscar   | Millor Guió Adaptat     | The Grifters      | Nominat   |
| 1993 | Edgar   | The Grand Master        | Tota la carrera   | Guanyador |
| 2004 | Shamus  | The Eye                 | Tota la carrera   | Guanyador |
| 2008 | Gumshoe | Lifetime Achievement    | Tota la carrera   | Ganador   |